# Вулька-Стробовська
Вулька-Стробовська (пол. Wólka Strobowska) — село в Польщі, у гміні Скерневиці Скерневицького повіту Лодзинського воєводства.
Населення — 83 особи (2011).
У 1975-1998 роках село належало до Скерневицького воєводства.

## Демографія
Демографічна структура станом на 31 березня 2011 року:
|          | Загалом | Допрацездатний вік | Працездатний вік | Постпрацездатний вік |
| -------- | ------- | ------------------ | ---------------- | -------------------- |
| Чоловіки | 42      | 6                  | 33               | 3                    |
| Жінки    | 41      | 7                  | 24               | 10                   |
| Разом    | 83      | 13                 | 57               | 13                   |